# Parleboscq
Parleboscq là một xã, thuộc tỉnh Landes trong vùng Nouvelle-Aquitaine của Pháp.
Parleboscq có diện tích 40,19  km², dân số năm 2006 là 508 người. Parleboscq nằm ở khu vực có độ cao trungbình 141 m trên mực nước biển.

## Thông tin nhân khẩu
| Năm | 1962 | 1968 | 1975 | 1982 | 1990 | 1999 | 2006 |
| --- | ---- | ---- | ---- | ---- | ---- | ---- | ---- |
| Dân số | 601  | 653  | 554  | 541  | 550  | 504  | 508  |
| From the year 1962 on: No double counting—residents of multiple communes (e.g. students and military personnel) are counted only once. |      |      |      |      |      |      |      |